# Gaahmg
Pour les articles homonymes, voir Gaam (homonymie).
Le gaahmg, aussi appelé ingessana, est une langue djebel orientale parlée par environ 67 000 locuteurs en 2000 dans l’est du Soudan.

## Alphabet
| Majuscules | A | AH | B | C | D | DH | E | F | G | I | J | K | L | M | N | NG | NY | O | P | R | S | T | TH | U | W | Y | ʼ |
| Minuscules | a | ah | b | c | d | dh | e | f | g | i | j | k | l | m | n | ng | ny | o | p | r | s | t | th | u | w | y | ʼ |